# Lonesome Tears in My Eyes
«Lonesome Tears in My Eyes» (с англ. — «Слёзы одиночества в моих глазах») — песня, написанная Джонни Бёрнеттом, Дорси Бёрнеттом, Полом Бёрлисоном и Элом Мортимером. Была впервые записана и опубликована Джонни Бёрнеттом и его группой The Rock and Roll Trio в декабре 1956 года в составе альбома Johnny Burnette and the Rock ’n Roll Trio).

## Кавер-версии
Песня не стала особо популярной в оригинальном исполнении; определённую известность ей принесла лишь кавер-версия группы «Битлз». Группа записала эту песню для шестого выпуска радиошоу BBC «Pop Go The Beatles». Запись состоялась 10 июля 1963 года, передача вышла в эфир 23 июля. Исполнение данной песни Джон Леннон (исполнявший основную вокальную партию) предварил словами «А это номер от Дорси Бёрнетта, брата Джонни Бёрнетта, под названием „Lonesome Tears in My Eyes“, записанный на их самой первой долгоиграющей пластинке в 1822 году!».
В 1994 году данная запись была включена в компиляционный альбом Live at the BBC. Данная песня оказала определённое влияние на композицию «Битлз» «The Ballad of John and Yoko» — в последней басовая партия и завершающий гитарный рифф очень похожи на аналогичные из песни «Lonesome Tears in My Eyes».
Песню перепевали также Пол Бёрлисон (один из её авторов), Роки Бёрнетт (сын Джонни Бёрнетта) и несколько других групп.